# CUSA

Вид современного аппарата CUSA

Принципы деструкции тканей ультразвуковым кавитационным фрагментатором CUSA

Рукоятка-фрагментатор CUSA

CUSA, аббревиатура от первых букв термина Cavitation Ultrasound Surgical Aspirator (рус. кавитационный ультразвуковой хирургический аспиратор) — класс хирургических аппаратов для так называемой ультразвуковой хирургии. Является одновременно названием ультразвукового деструктора CUSA™, до 2006 года производимого компанией ValleyLab, США, а с 2006 года — компанией Integra LifeSciences, США. Новый производитель заменил часть названия aspirator на ablator, назвав аппарат Системой Ультразвуковой Абляции тканей, что по сути более точно отражает содержание данного хирургического метода.

## Принцип действия
Принцип действия аппаратов CUSA основан на кавитационном разрушении/фрагментации живых клеток различных тканей, содержащих большое количество жидкости, с помощью ультразвукового воздействия частотой свыше 20 000 Гц, осуществляемого путём прямого механического контакта вибрирующего металлического стержня с поверхностью живой ткани. При соприкосновении с колеблющимся стержнем в цитоплазме клетки возникают кавитационные полости, которые заставляют клетку лопаться с разрывом клеточной мембраны. При этом неизменными остаются лишь клетки, защищённые коллагеновыми и эластиновыми волокнами, эффективно поглощающими ультразвуковые волны вследствие деформаций. Такое свойство кавитационного разрушения клеток имеет несомненную выгоду: появляется возможность удаления мягких биологических тканей без повреждения их соединительно-тканного скелета, а именно кровеносных сосудов и протоков. Данный метод деструкции позволяет проводить хирургические операции практически без кровотечения по границе плотности двух разных типов тканей.
Механический стержень (сонотрод) для разрушения клеток аппаратов CUSA является продолжением сердечника миниатюрного соленоида, по которому течёт переменный ток с заданной частотой, в частности на уровне ~20 кГц. Колебания сердечника происходят по хорошо известному принципу магнитной индукции. Сам соленоид упаковывается в компактный пластиковый корпус и надёжно изолируется от внешней среды. Такой соленоид в сборе называемый рукояткой-фрагментатором.
Для удаления вещества лопнувших клеток необходимо одновременно использовать вакуумную аспирацию. В деструкторах CUSA эти два метода совмещены в одно аппаратное решение. Аспирация в аппаратах CUSA выполняет две важные задачи:
(1) Притягивает ткань к вибрирующему наконечнику и создаёт эффект взаимодействия между наконечником и тканью.
(2) Удаляет ирригационную жидкость и фрагментированную ткань с операционного поля.
Если бы аспирация не использовалась вовсе или была очень слабой, то такого взаимодействия не происходило бы. Это привело бы к минимальной фрагментации ткани и повышению её температуры за счёт воздействия ультразвуковой волны.
Сочетание кавитационного разрушения клеток с последующей их аспирацией обусловило появление названия CUSA, смысл которого есть «кавитация и аспирация».

## История
Первая промышленная версия аппарата, использующего ультразвуковые колебания для разрушения биологических тканей была запатентована компанией Cavitron Corporation Inc (Long Island City, NY, США) в 1971 году под номером 3’589’363. В коммерческую продажу аппарат поступил в 1977 году и носил название CUSA™ System NS100. Производился он тогда компанией Cooper LaserSonics Inc. (дочерняя фирма компании Cooper Laboratories Inc., штат Коннектикут, США).
Начиная с 1989 года аппараты для ультразвуковой деструкции биологических тканей стали обобщённо называться CUSA. Впоследствии после ряда усовершенствований, обладателем патента и производителем семейства аппаратов CUSA стала компания ValleyLab, США.
Первые аппараты CUSA использовали непрерывные ультразвуковые колебания лишь на уровне 23-24 кГц. Необходимость повышения селективности резекции по границе плотности различных тканей вынудила привнести в работу CUSA изменения. Так, непрерывный режим ультразвуковых колебаний был дополнен несколькими пульсовыми режимами с различными длинами импульсов и пауз между ними (см. Скважность). Применение пульсовых режимов колебаний в середине 80х годов позволило существенно повысить селективность ультразвуковой деструкции биологических тканей за счёт более точного управления энергией ультразвуковой волны. Первоначально технология импульсных режимов называлась CaviPuls™.
Начиная с 1999 года для микрохирургических операций стали использовать также режимы колебаний в 36 кГц. С этого момента режим CaviPuls™, был переименован в TissueSelect™, поскольку CaviPuls™ относился главным образом к колебаниям в 23 кГц.
В России аппараты CUSA были впервые опробованы при резекции печени в 1996 году хирургом профессором Ерамишанцевым Александром Константиновичем, заведующим отделением экстренной хирургии РНЦХ им. Б. В. Петровского.
Первоначально аппараты CUSA создавались для снижения кровопотери при резекции печени. Со временем акценты использования аппарата сместились в область хирургии опухолей головного мозга. Использование CUSA в нейрохирургии позволяет удалять опухоли строго по границе двух тканей (опухолевой и здоровой) без риска неожиданного кровотечения.

## Область применения
Аппараты класса CUSA сегодня широко применяются в хирургии печени, трансплантологии, при операциях на сердце (пластика сердечных клапанов при приобретённых пороках сердца), в различных направлениях онкохирургии — нейроонкологии (лечение опухолей головного и спинного мозга), онкогинекологии (циторедуктивные операции). CUSA используется также в хирургии поджелудочной железы (некротический панкреатит).
Современные аппараты CUSA оснащаются наконечниками-сонотродами для работы на костях, кальцификатах и фиброзных тканях, что делает его универсальным и в то же время мощным инструментом в руках хирурга.
На сегодня класс ультразвуковых деструкторов CUSA представлен моделями CUSA EXcel, CUSA NXT и CUSA Dissectron производства Integra LifeSciences, США.